# Wiaz
Pour les articles homonymes, voir Viazemski.
 (mars 2024).
Wiaz, nom d'artiste de Pierre Constantin Athanase Wiazemsky, prince Wiazemsky, comte Levachov, est un dessinateur de presse français, né à Rome (Italie) le 29 avril 1949.

## Biographie

### Famille

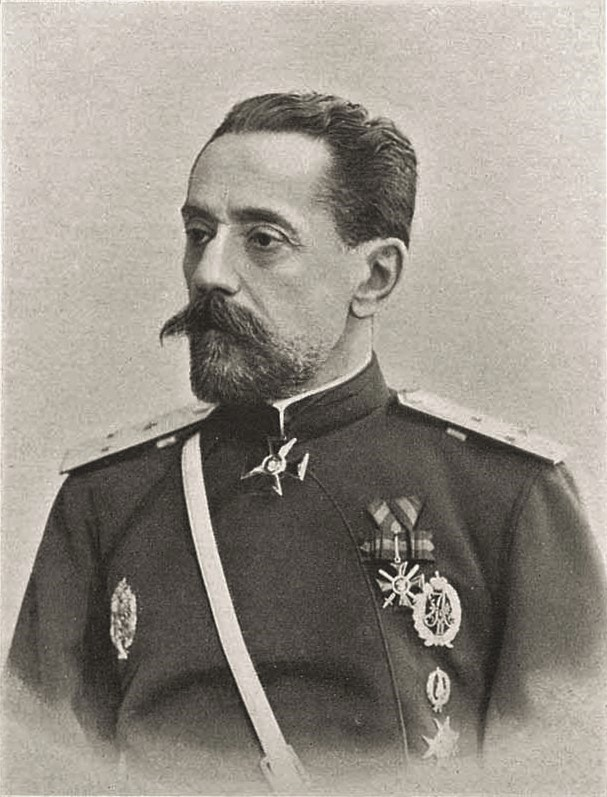
Leonid Wiazemsky, son arrière-grand-père.

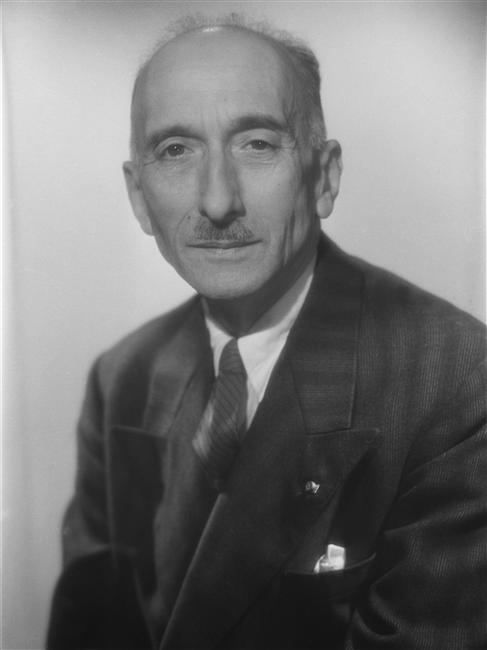
François Mauriac, son grand-père maternel.

Pierre Wiazemsky est, par son père Ivan Vladimirovich puis Yvan ou Jean Vladimirovitch, prince Wiazemsky, comte Levachov, le petit-fils du prince russe Wladimir Léonidovitch (ru), prince Wiazemsky, comte Levachov (1889-1960), qui a fui la révolution russe de février 1917. En 1920, le prince a pris le dernier bateau de la flotte anglaise qui partait de Crimée, le dernier bloc encore aux mains des Russes blancs, et de sa femme Sophie Ivanovna, comtesse Worontzoffa-Dachkoffa. La famille s'installe d'abord en Angleterre puis en France. Le prince Wladimir devient acteur de cinéma. Ce dernier est le fils du général Leonid Wiazemsky,. Par conséquent, Pierre est l’héritier du titre - russe - de prince Wiazemsky, comme descendant de Rostislav de Smolensk, issue des Riourikides.
Par sa mère, Claire Mauriac, il est le petit-fils de François Mauriac, neveu de l'écrivain Claude Mauriac, du journaliste Jean Mauriac et de la femme de lettres Luce Mauriac, ainsi que le cousin de l'écrivain Bruno Gay-Lussac. Il est par alliance le neveu d'Alain Le Ray, époux de sa tante Luce Mauriac.

### Les parents

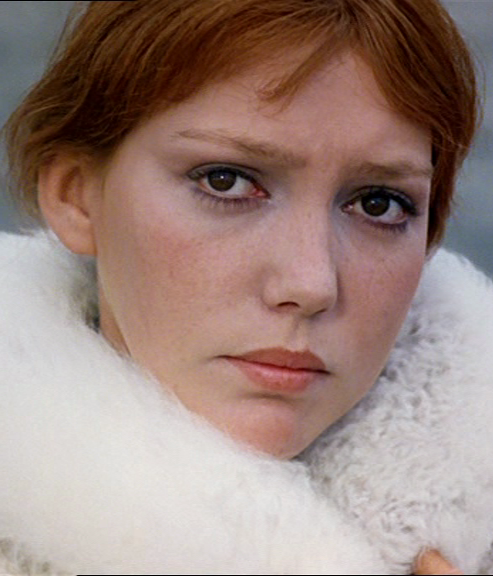
Anne Wiazemsky, sa sœur.

Né à Pétrograd, Russie, juste avant la révolution russe de février 1917, son père est élève avec Stéphane Hessel à l’ École alsacienne. Il est naturalisé français après que sa famille eut émigré en France et sert dans l’armée sans interruption du 15 octobre 1936 au 15 août 1945, date de sa démobilisation. Il est fait prisonnier par les Allemands, le 7 juin 1940 sur le front de la Somme et reste en captivité en Allemagne jusqu’au 21 avril 1945, date de sa libération par l'Armée rouge. Il se met à la disposition du Commandement soviétique qui lui confie la direction d'un corps franc de partisans, agissant en liaison avec les éléments les plus proches de l'Armée rouge. Il est échangé aux Américains le 21 mai 1945, après un mois passé à organiser des centres de rassemblements de prisonniers français en zone russe. Il est recruté par Léon de Rosen, inspecteur des missions de rapatriement, pour servir d’officier de liaison entre le QG du 21e corps d'armée (États-Unis) et les services français de rapatriement d’une part et les autorités soviétiques d’autre part. À partir d’août 1945, il est le secrétaire de la Division des personnes déplacées du groupe français du Conseil de contrôle allié et s’occupe de rapatrier les prisonniers français, les Malgré-nous et les français engagés dans le Service du travail obligatoire (France) entre autres.
À Berlin, il rencontre Claire Mauriac (1917 - 1992), ambulancière de la Croix Rouge Française depuis 1943, et qui suit des cours de sténodactylographie ; elle n'avait pas obtenu son baccalauréat. Le mariage se déroule à Paris, le 5 juillet 1946, avec une bénédiction dans la sacristie de l'Église d'Auteuil et une messe dans la Cathédrale Saint-Alexandre-Nevsky de Paris grâce aux informations fournies par Henri Troyat à la famille Mauriac.
Il connut une vie de haut fonctionnaire international[Quoi ?]. Avec ce poste à Berlin, où naît en 1947 leur fille Anne, Yvan commence une carrière diplomatique. Il mourut à Paris le 8 janvier 1964.

### Jeunesse
Ainsi Pierre, né à Rome en 1949, et sa sœur Anne Wiazemsky, connaissent-ils une enfance vagabonde entre Rome, Montevideo, Genève et Caracas.

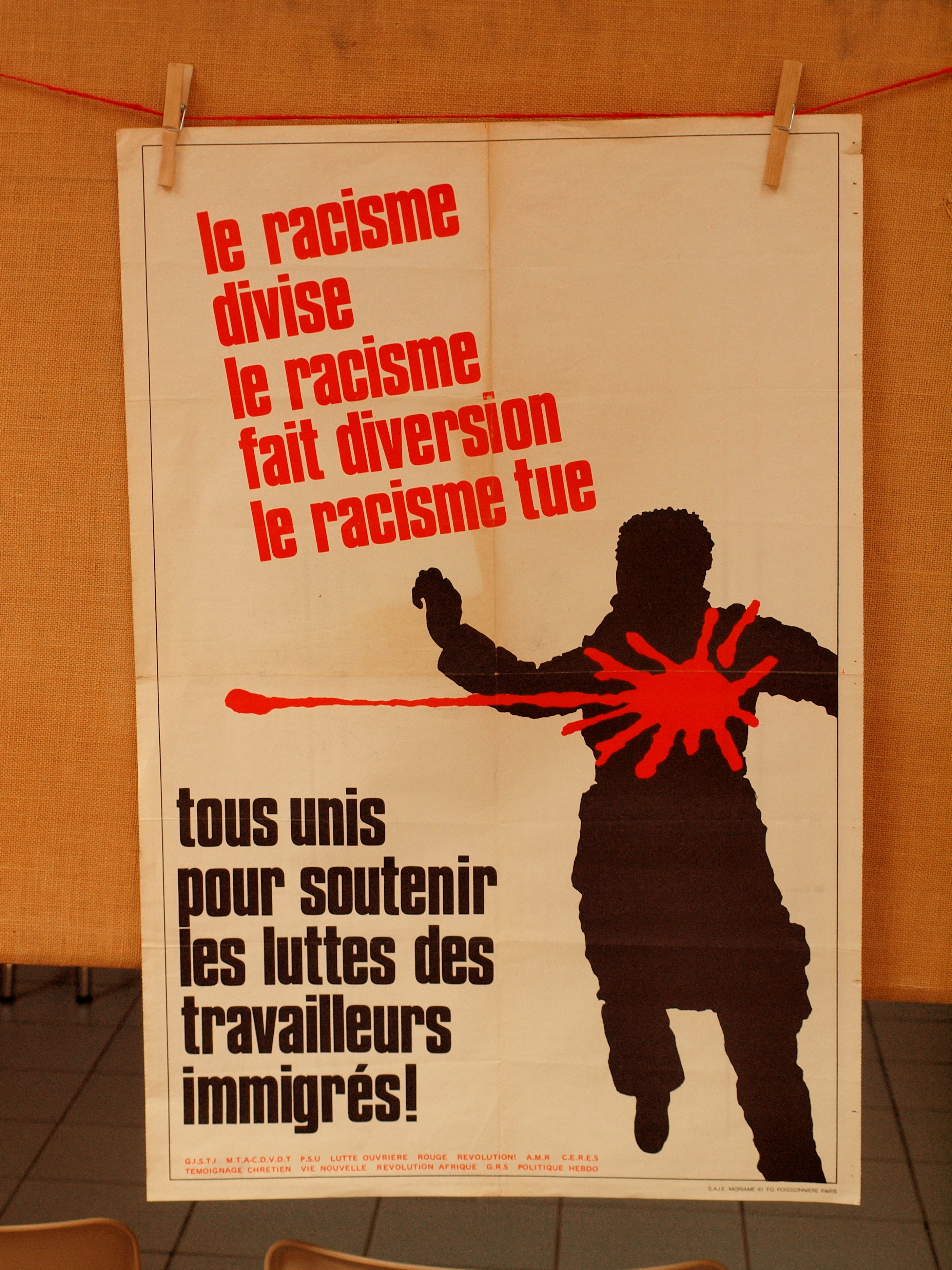
affiche de Wiaz

### Les débuts d'un dessinateur
Il dessine depuis ses 4 ans, avec pour sujet de prédilection les corsaires et les pirates qu'il voit au cinéma. Un jour, il apprend que France Soir veut le rencontrer. À quinze ans, il dessine fréquemment des portraits de son grand-père François Mauriac dans Le Figaro. Le quotidien sait qu'il dessine des bandes dessinées. Il présente ses planches. Quinze jours plus tard, les planches sont publiés. Le succès de cette publication lui ouvre les portes du journal de Spirou, de Tintin et Cœurs vaillants. Son nom apparaît dans « Les potins de la commère » de Carmen Tessier : « Le petit-fils de Mauriac veut faire de la BD ». Après des études secondaires au lycée Janson-de-Sailly, il étudie le dessin publicitaire et vient à la caricature politique via la caricature pointilliste. La bande dessinée ne marche pas, le dessin publicitaire non plus, mais le dessin de presse oui. Il ne savait pas qu'on pouvait en vivre. Il a une révélation en 1961 avec Tim, à L'Express. La politique le passionne avec son grand-père François Mauriac, car tout le temps, ce dernier donne son avis sur les sujets d'actualités. Le jeune bourgeois gaulliste, vivant dans le 16e arrondissement de Paris, se prend la contestation de plein fouet. En 1968, il remet ses premiers dessins dans la presse rock à Pop Music et à Best, Rock&Folk. C’est après mai 1968 qu’avec son crayon il va commencer à dire ce qu’il pense et à critiquer le gouvernement. Il dessine une bande dessinée sur le thème de Che Guevara, de l'Amérique latine, de la Bolivie et de la révolution cubaine en 1968. Avec son oncle Claude Mauriac, il publie un album de bande dessinée intitulé Peluche en 1970. Le vrai déclic se produira avec Giscard, avec lequel il commencera vraiment à « s’amuser ».

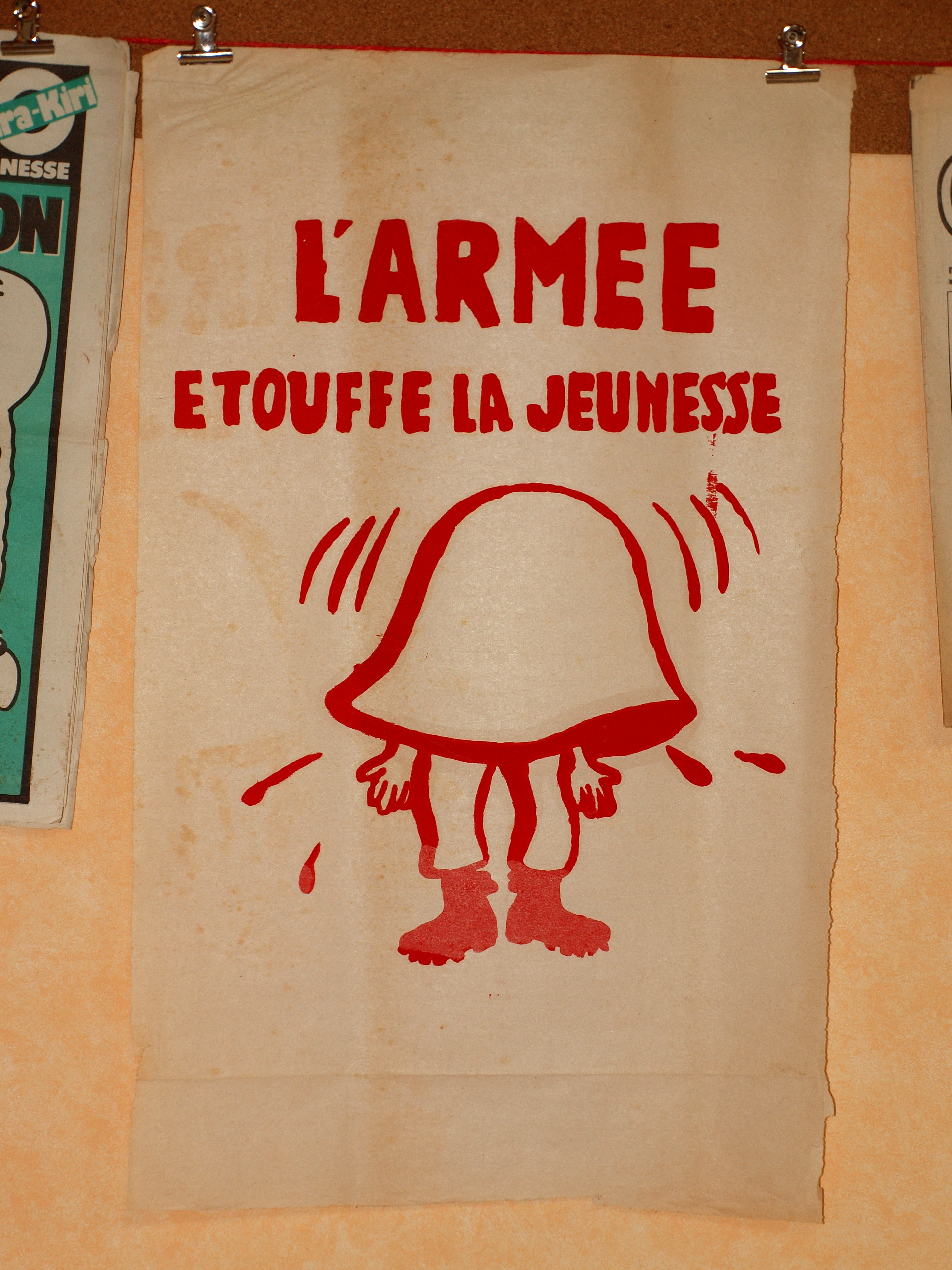
L'armée étouffe la jeunesse, affiche de Wiaz pour le maintien des sursis du service militaire contre la réforme de Michel Debré

### Les débuts d'un engagement
Lors du tournage d’Au hasard Balthazar de Robert Bresson à l’été 1965, il rencontre Jean-Luc Godard. À cette époque, sa sœur est étudiante en philosophie à Nanterre, où elle côtoie entre autres Daniel Cohn-Bendit. Les amis étudiants de sa sœur lui demandent d’illustrer Avant-Garde jeunesse et les autres publications de la Jeunesse communiste révolutionnaire entrée avril 1966 et juin 1968 qui deviendra Rouge en septembre 1968, puis dans Tout est à nous ! (2009-2013), L'Anticapitaliste dès 2013. À la même période, entre décembre 1966 et juin 1968, à la demande de l’Union des jeunesses communistes marxistes léninistes, il fait des caricatures pour le journal Garde Rouge et le Courrier du Vietnam. Entre 1969 et 1971, il publie dans Tout !, qui appartenait au mouvement Vive la révolution. De mai 1968 à 1972, il publie dans La Cause du peuple, dans J’accuse de 1971-1972, qui deviendra Libération en 1973. En mai 1968, il fait des caricatures pour Action (1968) et pour Actuel (1967-1975 et 1979-1994).

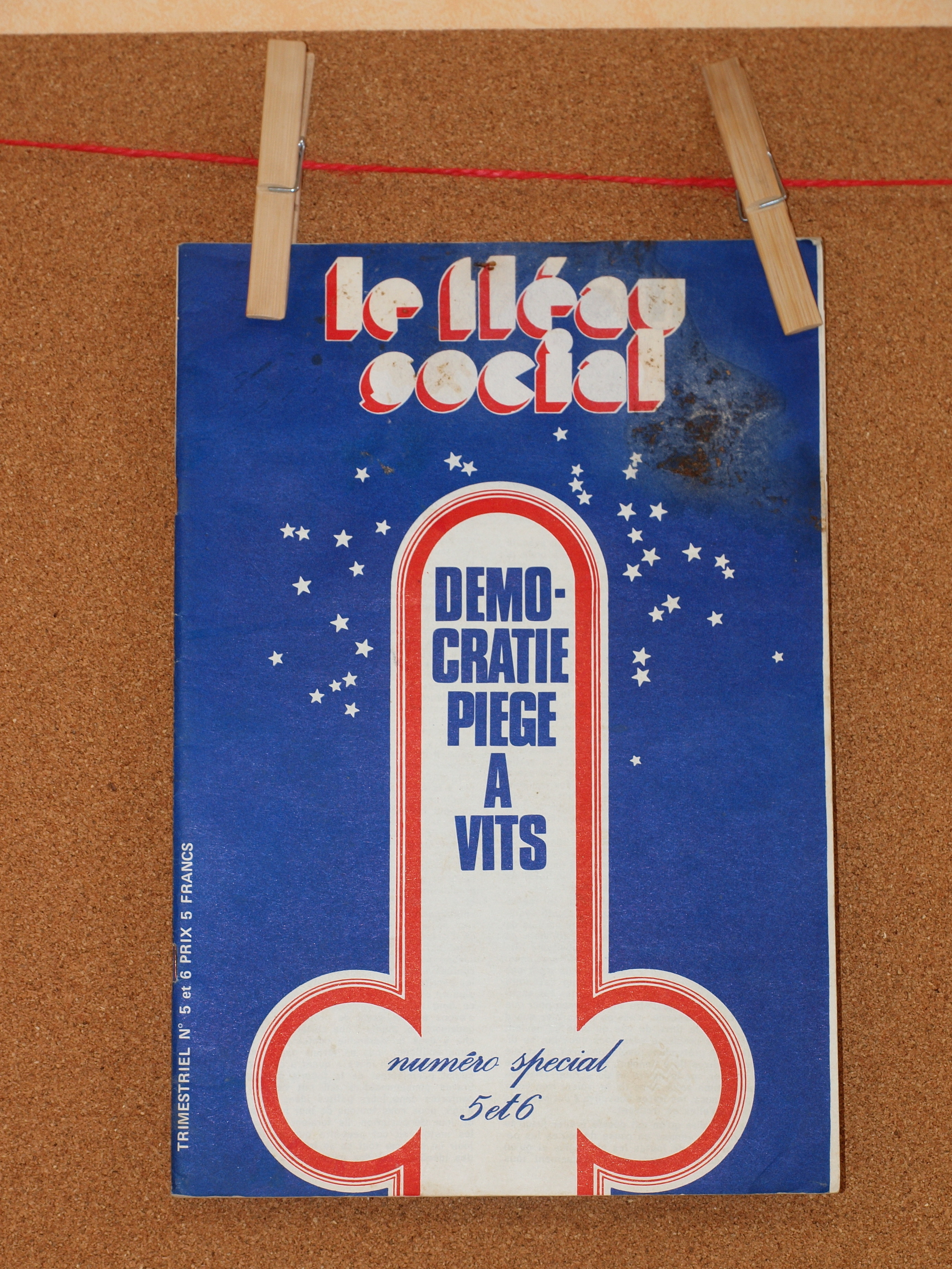
Affiche de Wiaz pour une publication le Fléau social

Il illustre l’ouvrage de Daniel Bensaid et d’Henri Weber, « Mai 68 : une répétition générale ? » qui finance la publication du journal. Il est le directeur de campagne d'Alain Krivine aux Élections présidentielles de 1969 et de 1974. Il sera membre du bureau politique de la Jeunesse communiste révolutionnaire, responsable des lycées, lycées professionnels et collèges (1966-1968) puis membre du bureau de la Ligue communiste, chargé des lycées, lycées professionnels et collèges (1969-1973). Avec Alain Krivine, Daniel Bensaïd, Henri Weber, il devient porte-parole du Front communiste révolutionnaire en avril 1974, organisation clandestine à la suite de la dissolution de La ligue communiste, le 23 juin 1973.

### L'affaire Liplui donne la célébrité
Son engagement radical transparaît dans son engagement politique proche de la IVe Internationale ou dans ses chroniques de l’occupation de Lip.
En décembre 1974, la ligue communiste se reformera officiellement sous le nom de Ligue communiste révolutionnaire. Il demeure porte-parole du nouveau parti jusqu’à son changement de nom le 5 février 2009. Ce parti prendra le nom de Nouveau parti anticapitaliste, où il devient porte-parole avec Olivier Besancenot puis avec Christine Poupin. Il quitte sa fonction de porte-parole du parti au congrès de 2018. Par ailleurs, il fut candidat aux élections locales et nationales (1971-2017). Il adhère à la CGT en 1967, où il occupe successivement les fonctions de secrétaire général du Syndicat général du livre et de la communication écrite CGT (1982-1992) puis de la Fédération des travailleurs des industries du livre, du papier et de la communication CGT(1992-2013) et membre de la commission exécutive de la CGT (1992-2013). Il est membre du Secrétariat unifié (1978-2003) puis du bureau exécutif et du comité international (2003-2017) de la Quatrième Internationale - Secrétariat unifié

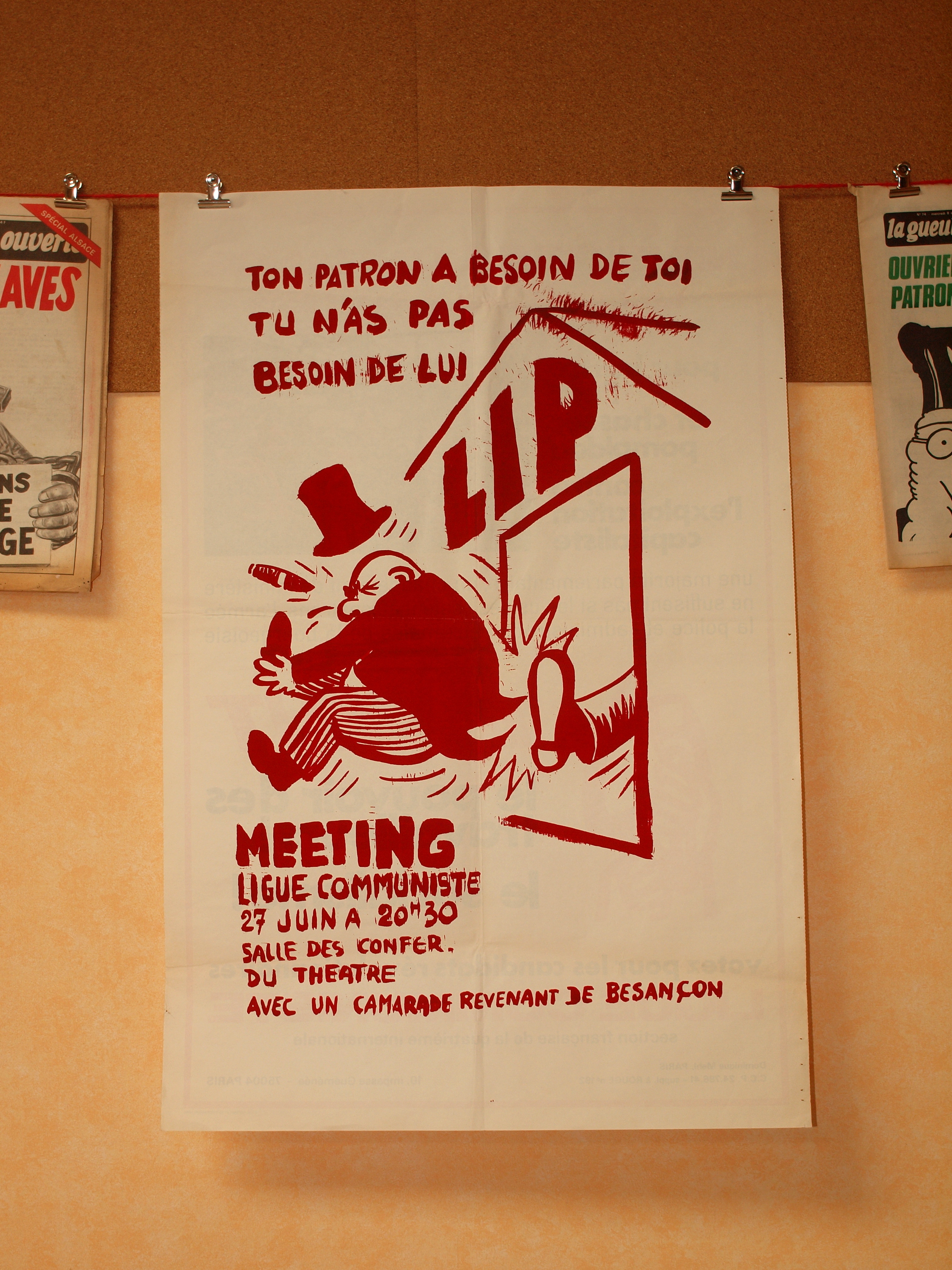
affiche de Wiaz pour un meeting de la Ligue communiste pendant l'Affaire Lip

### La participation à de nombreuses publications
Son recueil En attendant le grand soir (Denoël, 1976) est préfacé par Michel Foucault. Cet ouvrage est apprécié par Le Canard enchaîné, L'Humanité, La Croix et Le Quotidien de Paris, qui lui demanderont régulièrement des caricatures. Il fait le dessin de la Une des quotidiens de Le Matin de Paris et d’InfoMatin.
Il collabore à La Quinzaine littéraire entre (1970 et 2019), Lire (1975), Les Nouvelles littéraires (1970-1985), L'Autre Journal (1985-1993), Le Magazine littéraire (1970-2020), Le Soir à partir de 1975, L'Événement du jeudi (1984-2001), Marianne (depuis 1997), Charlie Hebdo (depuis 1970), Hara-kiri(1969-1989), Psychologies Magazine1970-1997), XXI (depuis 2008), Okapi (depuis 1971), Pomme d'Api (depuis 1966), J'aime lire Max (depuis 2001), J'aime lire (depuis 1977), Je bouquine (depuis 1984), Témoignage chrétien (depuis 1977), Télérama (depuis 1996), Courrier international(depuis 1990), Le Monde diplomatique (depuis 1981), Le New Yorker (depuis 1995), L'Idiot international (1984-1994), L'Express (depuis 2021), Le Point (depuis 1983), La Voix du Nord (depuis 1996), La Meuse, La Lanterne, La Flandre libérale (depuis 1970), La Nouvelle Gazette (depuis 1983), Nord Éclair (depuis 1987), l'Union, L'Ardennais, L'Est-Éclair, Libération Champagne, L'Aisne nouvelle (depuis 1999), Paris-Normandie (depuis 2004), Sud Ouest, Ouest-France (depuis 2004).

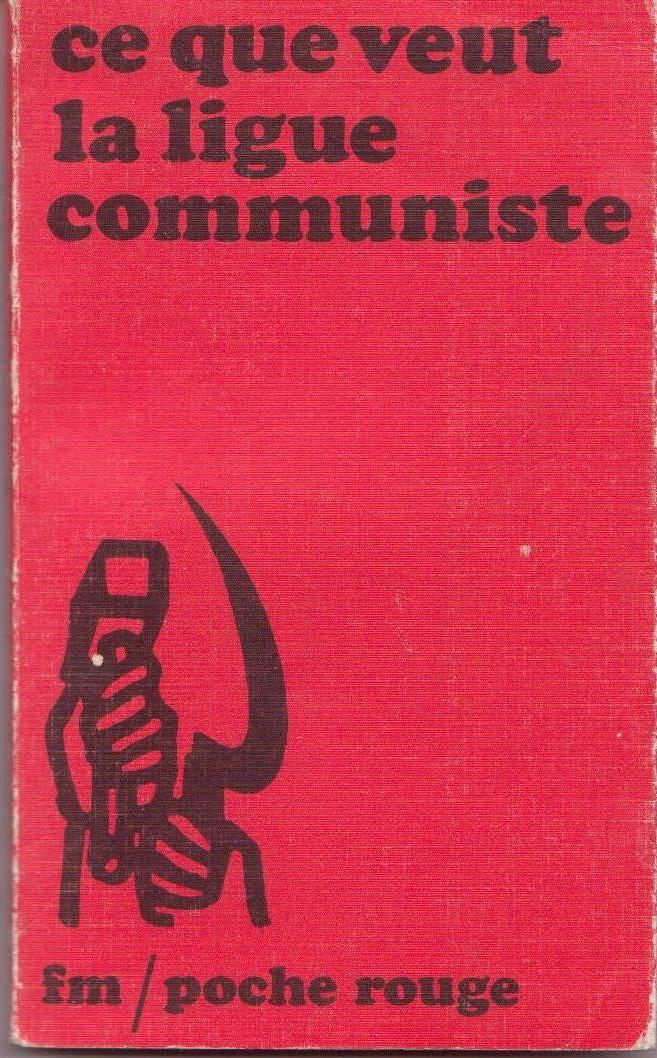
couverture de l'ouvrage ce que veut la ligue communiste réalise par Wiaz en 1972

### Sa proximité avecLe Nouvel Observateur
Il montre ses dessins au Nouvel Observateur, qui l'embauche. Il travaillera au sein du journal pendant plus de quarante ans. Il y bénéficie d’un espace fixe dans lequel il est totalement libre tout en répondant épisodiquement à des commandes visant à illustrer des dossiers. En 2021, il décrira ses conditions de travail dans une interview à Paris Match ainsi : « On m’a foutu la paix, j’ai dessiné ce que je voulais. Une fois on m’a refusé un dessin autour de Pierre Bérégovoy et des affaires. Une semaine après il se suicidait. Je ne remercierai jamais assez le rédacteur en chef qui m’a censuré ». Lors de l'attentat contre Charlie Hebdo en janvier 2015, il fait un AVC et est transporté à l'hôpital. En 2018, il se met à travailler pour le Journal du dimanche.

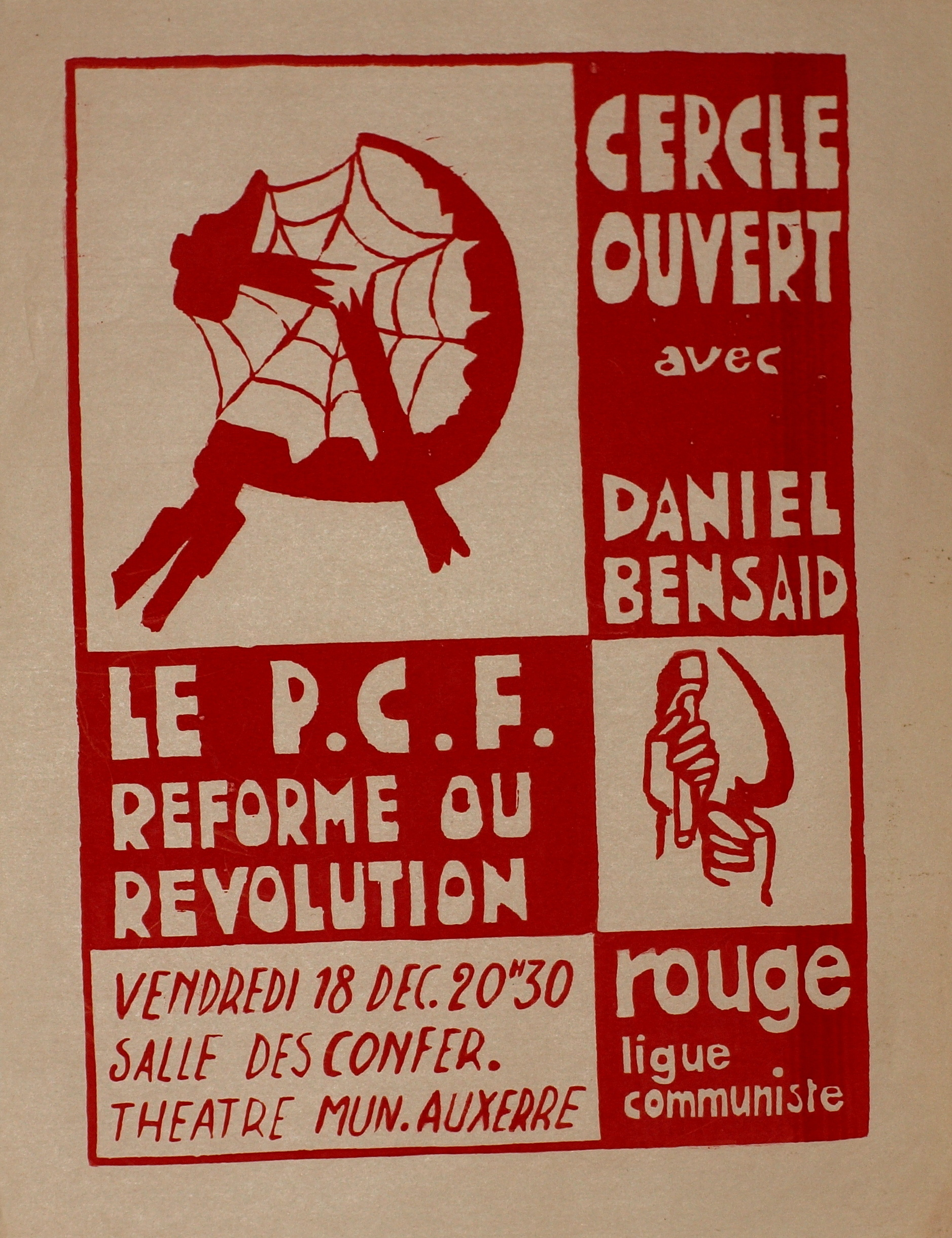
affiche de Wiaz pour un Cercle ouvert sur le Parti communiste français organisé par Rouge avec Daniel Bensaïd.

### Droit de réponse
Il participe activement à l'émission Droit de réponse, présenté par Michel Polac de 1981 à 1987. Accompagné de Cabu, Siné, et de Wolinski, Wiaz illustre en direct les débats de l'émission sur une palette graphique. Un dessin de Wiaz, « Une maison de maçon, un pont de maçon, une télé de m... », brandi à l'antenne par l'animateur serait à l'origine de la fin de la programmation de l'émission, le 19 septembre 1987. Le sujet était la corruption dans le monde de la construction, et n'épargnait pas le nouveau propriétaire de TF1, l'entrepreneur Francis Bouygues,.

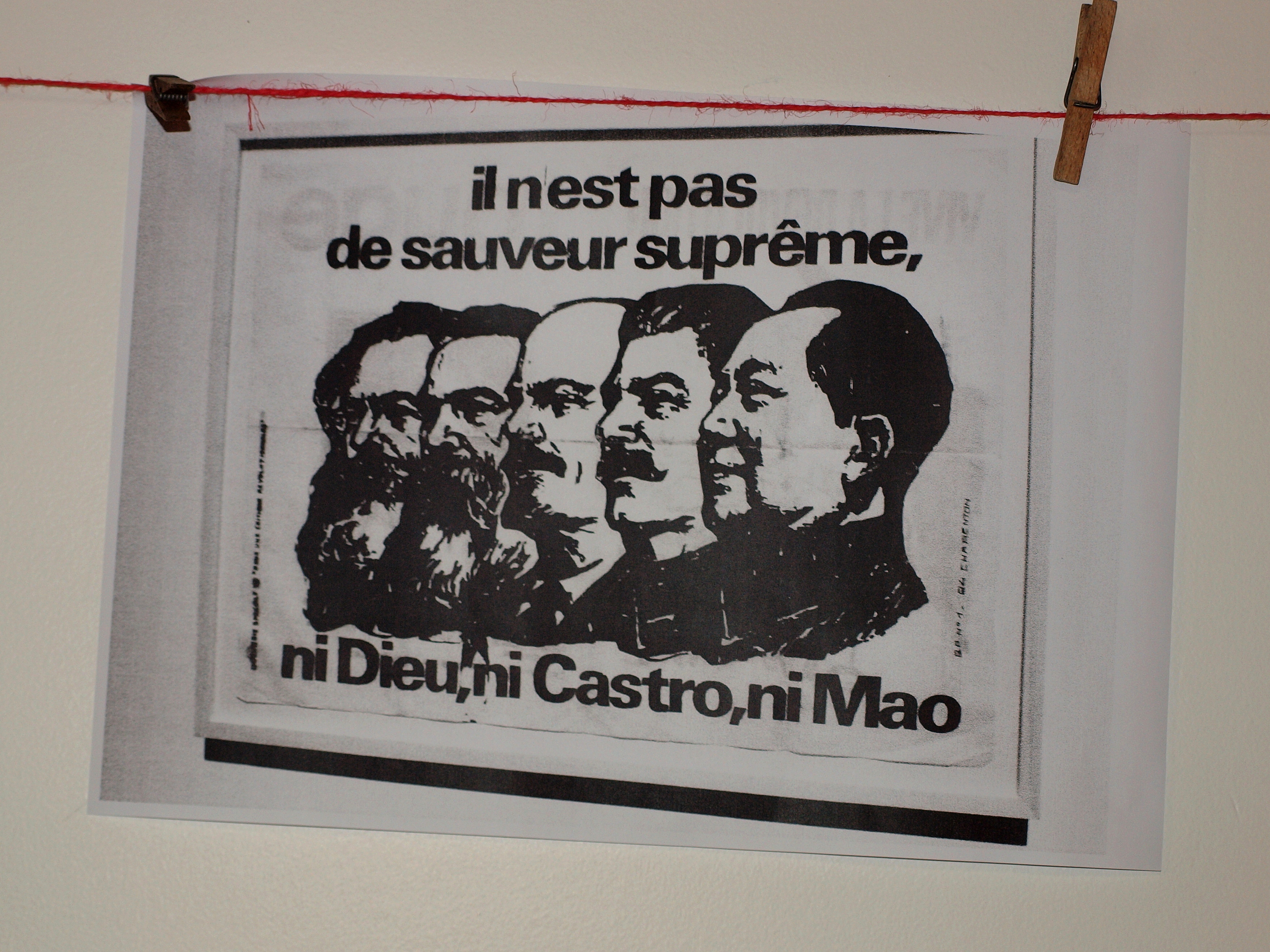
Il n'est pas de sauveur suprême, ni Dieu, ni Castro, ni Mao, affiche de Wiaz pour la Ligue communiste révolutionnaire

### Cartooning for Peace
En 2006, il crée avec Plantu, l’association Cartooning for Peace, une association qui promeut par la bande dessinée l’espoir de Paix et en devient président dès octobre 2006. Il est le réalisateur scénariste et dialoguiste du film Caricaturistes, fantassin de la démocratie, sortie en mai 2014. La même année, il est responsable de l’ouvrage tiré du film, édité par Actes Sud. En 2016, il est responsable du colloque Le dessin de presse dans tous ses États, les actes de ce colloque seront publiés chez Gallimard. La même année il est commissaire de l'exposition Ceci n’est pas l’Europe de février à juin 2016 au Mons Mémorial Muséum. De novembre à décembre 2016, au Centre d’Art Contemporain de Winzavod de Moscou il présente l’exposition Cartooning for Human Right à l’occasion de la journée internationale des droits de l’homme. En 2017, il est à l’initiative de l’association Cartooning for Peace et les éditions Gallimard pour lancer une collection dédiée au dessin de presse, aux couleurs de l’association, sur de grands thèmes de société et d’actualité. Il participe entre le 4 juin et le 28 août 2016, au Palais des arts et du festival de Dinard à l’exposition rétrospective “Dessins pour la Paix, organisé par Cartooning for Peace.

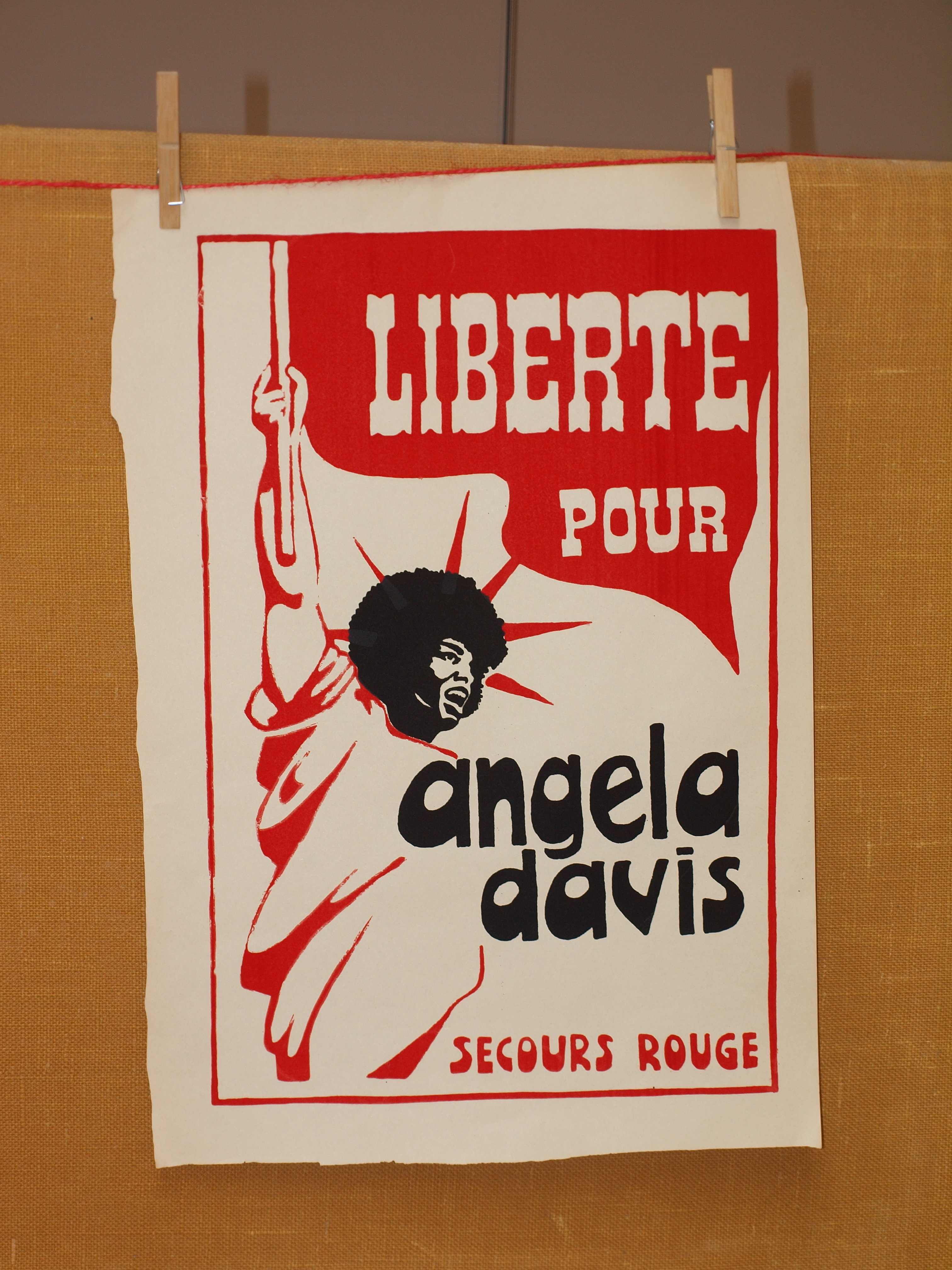
affiche du Secours Rouge en faveur de la libération d’Angela Davis

### Les expositions personnelles et les commandes
Du 4 mars au 4 mai 2008, les dessins de Wiaz sont présentés dans le cadre de l’exposition Les héritiers de Daumier à la Bibliothèque nationale de France, site François-Mitterrand. Il est l’invité d’honneur du Salon des Livres rares et objets d’arts, présentant une exposition de dessins originaux sur le stand de l’association des bouquinistes de Paris, se tenant au Grand Palais.
En 2010, Larousse fait appel à 40 dessinateurs de renom pour illustrer dans la partie « noms communs » du Petit Larousse illustré 400 mots ou expressions de la langue française, de façon humoristique, poétique, décalé. Il figure aux côtés de Christian Binet, Cabu, André-Philippe Côté, Philippe Druillet, Fred, Loustal, Jean Giraud dit Moebius, Soledad Bravi, Lewis Trondheim, Wiaz, Willem, Georges Wolinski, ou Valérie Lemercier.

### Autres activités artistiques
Il réalise des illustrations pour des affiches (pour Jean-Luc Godard), des cartes de vœux, des cartes postales, des pochettes de disques, des couvertures de livres, des illustrations de livre (11 planches originale pour Génitrix).des timbres, des médailles, des pièces de monnaie,des billets de banque, des jeux de société, et des bandes dessinées (notamment Les hors-la-loi de Palente). il est à l’origine du jeu Chomageopoly,et d autres objets pour sauver les montres Lipp.
Il réalise des décors de cinéma, de théâtre et d’opéra, de télévision. Pour Jérôme Savary dans toutes les créations pour Le Grand Magique Circus dès 1966, parmi lesquels Cabaret (1986), La Périchole, Rigoletto, Le Barbier de Séville, La légende de Jimmy (Michel Berger), Maryline Montreuil, Irma la Douce, Y a d’la joie entre autres. Le désert de l’amour de Jean-Daniel Verhaeghe, téléfilm diffusé en 2012, Thérèse Desqueyroux de Claude Miller, La Fin de la nuit, Les Cents Livres de Serge Moati, Le Nœud de vipère de Jacques Trébouta(1980), Le Mystère Frontenac de Maurice Frydland, La Pharisienne de Michel Suffran (1980), Le Sagouin de Serge Moati (1972), Les Mal-aimés, mise en scène par Pierre Barrat, Tous les garçons et les filles de leurs âge (épisode Us Go Home) de Claire Denis, Toutes ces belles promesses de Jean-Paul Civeyrac (2003), Je m’appelle Elisabeth de Jean Pierre Améris, Le redoutable de Michel Hazanavicius, Les Anges 1943, histoire d’un film de Anne Wiazemsky (2004), Mag Bodard, un destin, de Anne Wiazemsky (2005), Danielle Darieux, une vie de cinéma, Nathalie Baye, en toute liberté (2007), Nicole Garcia des ombres à la lumière (2010), Décor de Sarcelles-sur-mer de Jean-Pierre Brisson(1976), Tonio Karöger de Thomas Mann. aux Théâtre des Amandiers (1983), Ville étrangère de Didier Goldschmidt (1988), Le Testament d’un poète juif assassiné de Frank Cassenti (1987), Qui trop embrasse de Jacques Davila (1986), Rendez-vous (film) d’André Téchiné, Le Mécène de Frédéric Compain (1983), L’Hôpital de Léningrad de Sarah Maldoror (1983), Vache-qui-rit de Philippe Lioret (2005), L’Enfant secret de Philippe Garrel (1982), Grenouilles (film) de Adolfo Arrieta 1981), Sois belle et tais-toi de Delphine Seyrig, L’Empreinte des géants de Robert Enrico, Même les mômes ont du vague à l’âme de Jean-Louis Daniel, Le Grand Inquisiteur de Raoul Sangla (1979), La passion (1978), Don Juan d’Arcady Brachlianoff(1978), Mon cœur est rouge de Michel Rosier (1977), Couleur chair de François Weyergans, La Vérité sur l’imaginaire passion d’un inconnu de Marcel Hanoun (1974), Le Cahier volé de Christine Lipinska, La Bicyclette bleue de Thierry Binisti (1999), des marionnettes pour Le Bébête show (1982-1995) et Les Guignols de l'info (1988-2018), des dessins animés en tant que scénariste et dessinateur pour l’ensemble de la série Il était une fois (Il était une fois… l’Homme, (1978); Il était une fois… l’Espace (1982); Il était une fois… la Vie (1987); Il était une fois… les Amériques (1991); Il était une fois… les Découvreurs (1994); Il était une fois… les Explorateurs (1996); Il était une fois la Mésopotamie (1998); Il était une fois… notre Terre (2008); Il était une fois… (1995), Princesse Sissi (1997). Il adapte la bande dessinée de Jules Silex and the City (2012). Pour tous ces dessins-animés de télévision, il les tire en bande-dessinée. Il adapte la série Il était une fois… l’Espace en film sous le nom de La Revanche des humanoïdes (1983). Il fait les dessins pour Le Roi et l’Oiseau (1980). Il est l’un des auteurs avec Jean-Michel Ribes pour la série Merci Bernard et de Palace.

### La Maison du dessin de presse et du dessin satirique

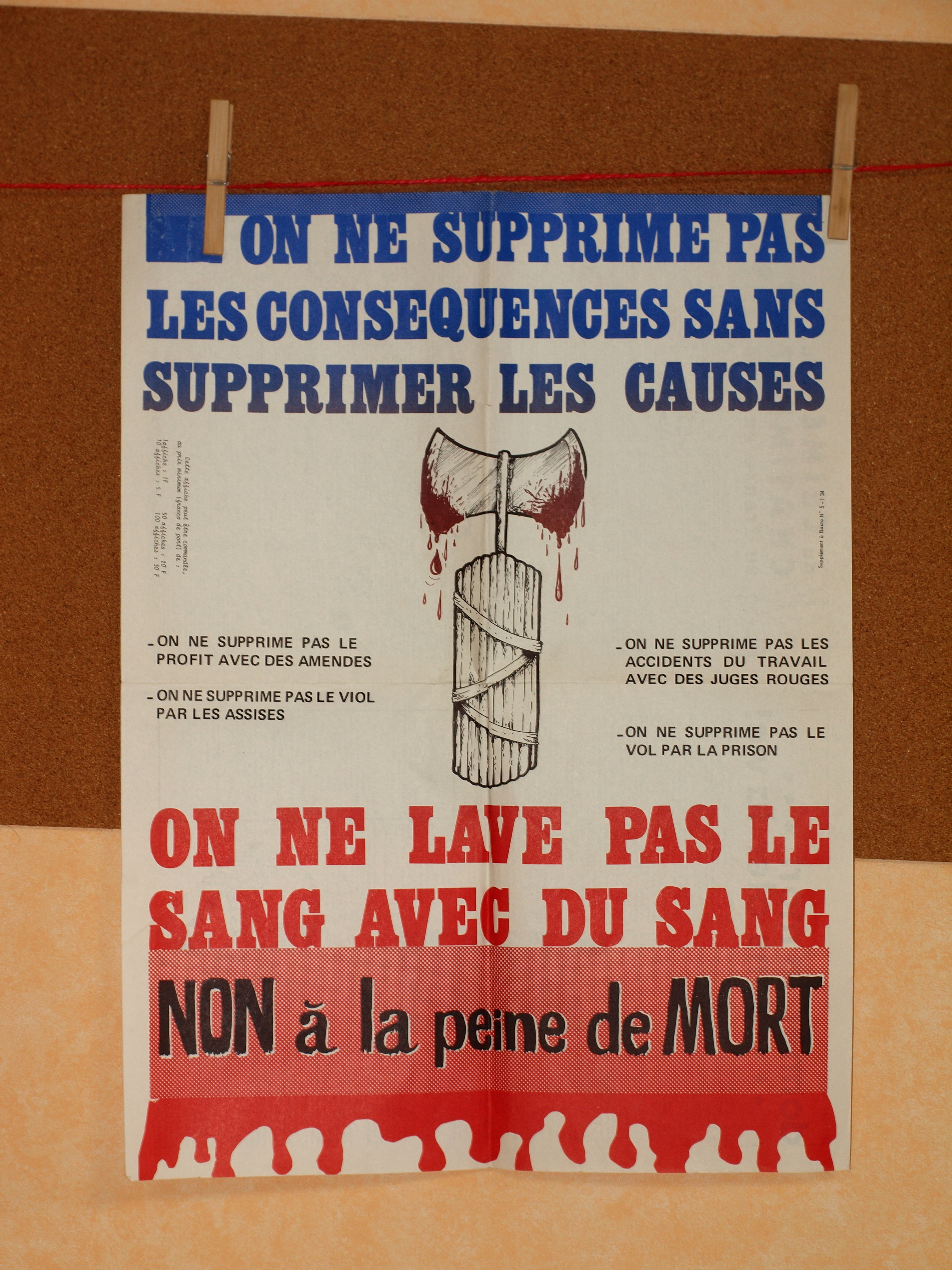
Affiche de wiaz.

En janvier 2020, Franck Riester, ministre de la culture, demande à Wiaz de lui présenter avant la fin du mois de mai 2020 des propositions pour la création d’une maison du dessin de presse et du dessin satirique. En septembre, la nouvelle ministre de la Culture Roselyne Bachelot fait part de son soutien à la candidature de Saint-Just-le-Martel que propose Wiaz. En janvier 2022, Emmanuel Macron tranche en faveur de Paris, le projet de Saint-Just-le-Martel s’avérant plus coûteux et symboliquement moins pertinent selon les critères choisis,.

### Peinture

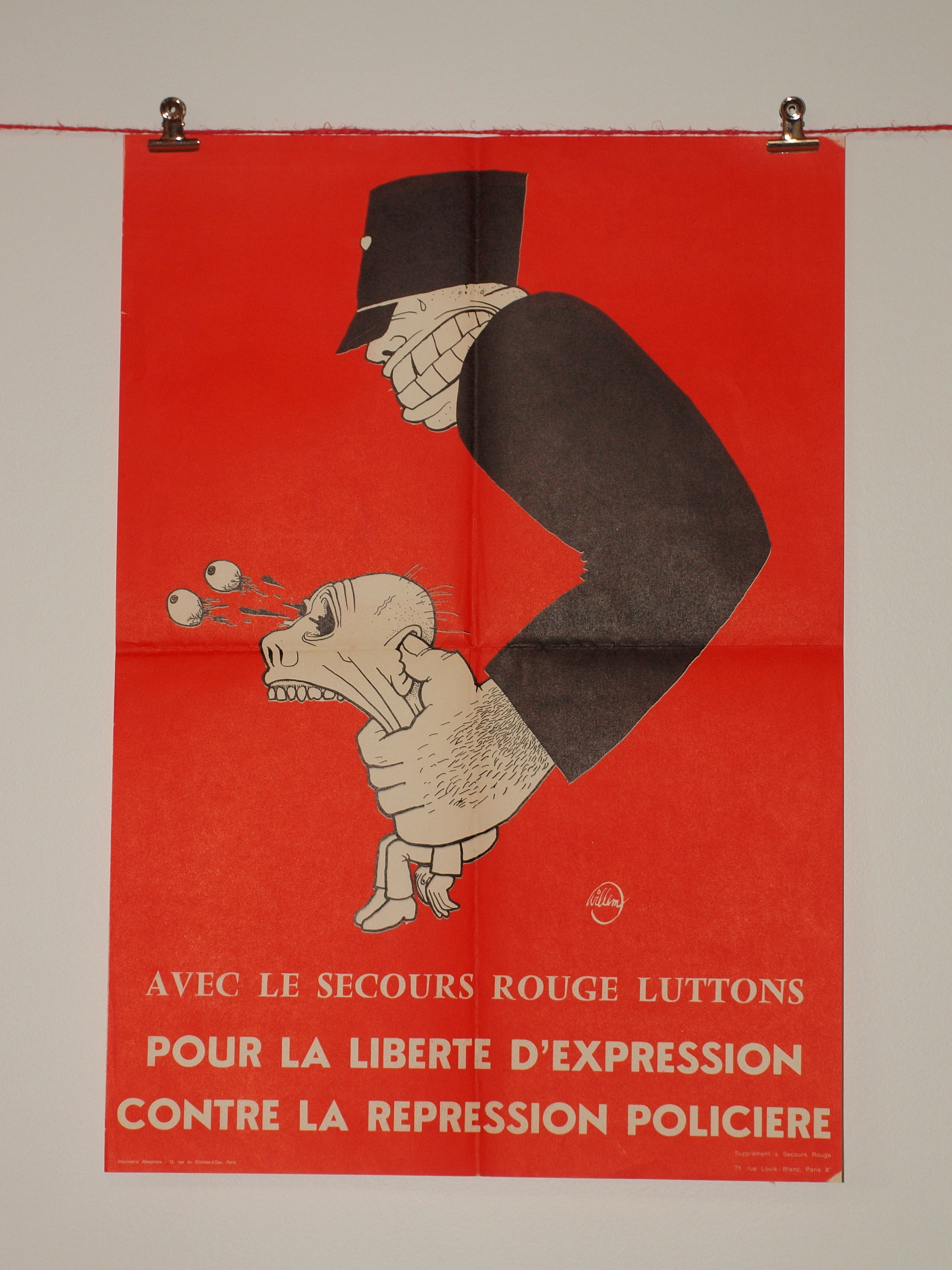
affiche de Wiaz.

Fin 2020, il passe le confinement sur l’île de Ré. C'est là qu'il s'essaie à la peinture, « poussé par des amis et l’envie de découvrir autre chose». En quelques semaines, Wiaz peint près de 35 toiles,.
Certaines de ces œuvres passent en vente aux enchères,,,,,.

### Vie privée

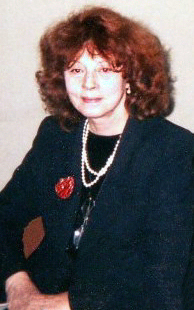
Régine Deforges.

De 1967 à 1970, il est le beau-frère de Jean-Luc Godard, marié avec sa sœur Anne.
En 1971, il se marie avec Fabienne Servan-Schreiber, fille du député Jean-Claude Servan-Schreiber, petite-fille de Robert Servan-Schreiber cofondateur du journal Les Échos et de la femme politique Suzanne Crémieux, et demi-sœur du banquier Édouard Stern. Mais le couple se sépare en 1973, Fabienne rejoignant Henri Weber qu'elle épouse en 2007.
En couple avec Régine Deforges, mère de Franck Spengler, ils ont une fille Léa, née le 30 janvier 1979, actrice de cinéma et romancière. Il divorce de Fabienne en 1981 et se remarie avec Régine à Paris le 30 janvier 1984.

## Distinctions

### Décorations
- Officier de la Légion d'honneur (2016)[34]
- Officier de l'ordre national du Mérite (2010)[35]
- Commandeur de l'ordre des Palmes académiques. Promotion du 22 octobre 2020[36].
- Commandeur de l'ordre des Arts et des Lettres. Promotion du 1er janvier 2006[37]
- Commandeur de l'ordre du Mérite culturel. Promotion du 18 novembre 2018[38]
- Commandeur de l'ordre de la Couronne. Promotion du 12 octobre 2009[39]

### Prix
Les Hors-la-loi de Palente (La société internationale d'édition, 1974). Pour cet album en 1975, il reçoit les Prix du dessinateur français au Festival international de la bande dessinée d’Angoulême, le Prix Saint-Michel dans la catégorie meilleur dessin humoristique, le Prix Adamson dans la catégorie meilleur dessinateur étranger, le Prix Yellow-Kid dans la catégorie du meilleur dessinateur étranger.
En 2001, il reçoit le « grand prix de l'humour vache » au Salon international du dessin de presse et d'humour de Saint-Just-le-Martel. Il obtient en 1992 le « grand prix de l’humour tendre », il reçoit le Prix Gérard Vandenbroucke, en 2020, le prix du Public en 2006, le Prix de la fidélité en 2005, le Prix spécial en 2007, le Prix nature et gourmandise en 2008.
Pour Le fantôme qui pète de 2013, il remporte Fauve d’or au Festival d’Angoulême 2014, meilleur album francophone au Prix Saint Michel, Prix du public au Prix Yellow-Kid.
Pour Le fantôme et les petits prouts de 2014, il remporte le Prix Jeunesse à Angoulême en 2015, Prix de la Presse au Prix Saint-Michel
Pour La guerre des prouts de 2016, il est Prix de la série à Angoulême en 2017, meilleur scénario au Prix Saint-Michel
Pour Gangsters prouts de 2018, il remporte le Prix du public à Angoulême en 2019, Prix Jeunesse au Prix Saint-Michel
Pour Des prouts en avalanche de 2019, il est grand prix de la ville à Angoulême en 2020, grand prix Saint Michel, Meilleur auteur international du Prix Adamson, Prix Yellow-Kiddu meilleur auteur de bande dessinée étrangère, Meilleur Bande-Dessinée internationale du Prix Max et Moritz
Il remporte pour l’ensemble de son œuvre le Prix international d'humour Gat-Perich.
En avril 2013, il reçoit le prix « Markiezenaward » pour l’ensemble de son œuvre décerné par la FECO et le Dutch Cartoon Festival. En 2010, il obtient le 1er prix du 10e Concours international du dessin éditorial du Comité canadien de la liberté de la presse avec son dessin de Mahomet « je ne dois pas dessiner” et en février 2011, il remporte le 2e prix du 13e Porto Cartoon World Festival pour son dessin sur l’expulsion des Roms. En juillet 2016, il remporte le 3e prix du 18e Porto Cartoon World Festival pour son dessin “Viva Utopia”. En 2017, il reçoit le Prix coup de cœur de la Fondation Positive Planet pour son action pédagogique internationale.
En septembre 2011, il reçoit le titre de docteur honoris causa de l'université de Liège en Belgique.
Il reçoit le prix franco-allemand du journalisme, catégorie « grand prix des médias » 2015Il est président de la Fondation Freedom Cartoonists depuis 2010, anciennement Cartooning for Peace (2010-2020)

### Académies
- En 2012, il est élu membre de l’Académie royale de Belgique[12].
- En décembre 2016, il est élu membre honoraire de l’Académie russe des Beaux-Arts[12].